# Нарейки (Путчинский сельсовет)
Нарейки (бел. Нарэ́йкі) — деревня в Дзержинском районе Минской области Республики Беларусь. В составе Путчинского сельсовета.

## География
Расположена в 22 км от Дзержинска, в 45 км от Минска, в 24 км от железнодорожной станции Койданово.
Пролегает дорога Н8396.

### Гидрография
Около реки Птичь.

## Этимология
Норико (Noriko) — имя германского происхождения. Соответствие литовских имен на -ейка (-іка) германским именам с суффиксом -к- (Вилейка — Wilico, Минейка — Minnico, Радейка — Radecke < Radacho и т.д.) утвердил французский лингвист-германист Раймонд Шмитляйн, который на основании многолетних исследований пришел к выводам о германском происхождении литовских собственных имен.

## История
В 1876 году принадлежала шляхтенке Т. К. Арендт. В начале XX века в Койдановской волости Минского повета, 24 двора, 121 житель.
В 1924—1954 годах центр Нарейковского сельсовета. До 8 апреля 1957 года деревня в составе Вертниковского сельсовета.

## Население

### Численность
- 2009 год — 16 человек

### Динамика
- 1909 год — 67 человек в застенке Нарейки, 19 человек в фольварке Нарейки[7]
- 1997 год — 15 дворов, 34 человек
- 1999 год — 29 человек (перепись населения)
- 2004 год — 16 дворов, 32 человек
- 2009 год — 16 человек (перепись населения)

## Достопримечательность
- Памятник землякам, погибшим во Второй мировой войне